# Краљевина Илирија
Краљевина Илирија је назив државе која је постојала на Балканском полуострву у античко доба и представљала је савез илирских племена под вођством Ардијејаца. У савез са њима улазе Плереји, Манијци и Даорси, који су највећа од 89 племена која су чинила овај савез.

## Историја
Први илирски краљ по имену Бардил владао је у 4. веку пре нове ере. У 3. веку, у време краља Агрона (250—231. п. н. е.), Краљевина Илирија је заузимала широко подручје од Епира до Неретве и била је велика војна сила и на мору и на копну.
Краљевина Илирија за разлику од Дарданске краљевине није била централизована држава, већ се њено средиште селило зависно од политичких и ратних ситуација.
Током селидбе Ардијејаца на обалу као седиште наводе данашње Ошањиће, касније се сели на јужнодалматинска острва, а за време Скердилаида средиште је највероватније био Скадар. 
У основи њено државно уређење се може описати као племенски савез са елементима класичне робовласничке државе. Имала је племенске организације којима су управљали деспоти, а постајао је и закон наслеђивања власти унутар династије. А државом је владало 15 владара из две династије.
Илирску краљевину потом, у 2. веку п. н. е., покоравају Римљани, који ће на овом подручју формирати своју провинцију Илирик.

## Владари
- Бардил, краљ, оснивач династије (393—359. п. н. е.)
- Граб, краљ (356-344. п. н. е.)
- Клит, краљ (335-325. п. н. е.)
- Глаук, краљ (325-302. п. н. е.)
- Бардил II, краљ (302-280. п. н. е.)
- Монун, краљ (280-270. п. н. е.)
- Митил, краљ (270-260. п. н. е.)
- Плеурат, краљ (260-250. п. н. е.)
- Агрон, краљ (250-231. п. н. е.)
- Теута, краљица (231—228. п. н. е.)
- Димитер Фар, грчки војсковођа (228—219. п. н. е.), тутор Агроновог и Теутиног сина Пинеса
- Скердилаид, краљ (291-216. п. н. е.)
- Плеурат, краљ (197-180. п. н. е.)
- Гент, краљ (180-168. п. н. е.)

## Наслеђе
С обзиром да је у новом веку наука сматрала Албанце и Јужне Словене потомцима старих Илира, једна од територија Аустријског царства у 19. веку носила је назив Краљевина Илирија. Ова територија је, међутим, имала своје средиште на подручју данашње Словеније и није обухватала подручје античке Илирске краљевине.